# Daniel Erlich
Daniel Erlich (ur. 13 marca 1991 w Thornhill, Ontario) – izraelski hokeista, reprezentant Izraela.

## Kariera klubowa
- HC Metula (2004-2006)
- Toronto Marlboros Minor Mdgt AAA (2006-2007)
- Toronto Jr. Canadiens (2007)
- London Knights (2007-2011)
- Guelph Storm (2011)
- EC Red Bull Salzburg (2011)
- Barrie Colts (2011-2012)
- Western Ontario Mustangs (2012-2014)
- Mariestad BoIS (2014)
- Östersunds IK (2014-)
- Fort Wayne Komets (2016)
- Chamonix-Morzine HC (2016-2017)

Urodził się w Kanadzie. W latach młodzieńczych występował w ojczyźnie, zaś od 2006 rozwija karierę w Kanadzie. Najpierw grał w lidze OPJHL, a następnie przez pięć sezonów w uznanych juniorskich rozgrywkach OHL. Wpierw przez cztery niepełne edycje występował w London Knights, następnie od stycznia 2011 w Guelph Storm, po czym od kwietnia do listopada 2011 był zawodnikiem austriackiego klubu EC Red Bull Salzburg, po czym powrócił do Kanady i dokończył sezon 2011/2012 w barwach trzeciego klubu OHL, Barrie Colts. W sezonie 2012/2013 został zawodnikiem zespołu akademickiego Western Ontario Mustangs uczelni University of Western Ontario w ramach rozgrywkach Canadian Interuniversity Sport (CIS). Od lipca 2014 zawodnik klubu Mariestad BoIS w rozgrywkach Hockeyettan. Od końca października 2014 w ramach tej samej ligi został zawodnikiem Östersunds IK. Od lipca do października 2016 zawodnik amerykańskiego Fort Wayne Komets na zasadzie okresu próby. Od listopada 2016 do lutego 2017 zawodnik klubu Chamonix-Morzine HC we francuskich rozgrywkach Ligue Magnus.
Jak na hokeistę dysponuje niewielkimi warunkami fizycznymi, gdyż ma 167 cm wzrostu.

## Kariera reprezentacyjna
Jest reprezentantem Izraela. Do 2007 występował w turniejach juniorskich mistrzostw świata juniorów do lat 18: 2005, 2006 (Dywizja III), 2007 (Dywizja II). Podczas turnieju w 2006 był zdecydowanie najskuteczniejszym zawodnikiem turnieju, a tym samym reprezentacji Izraela. W seniorskiej kadrze kraju uczestniczył w turnieju mistrzostw świata w 2013 (Dywizja II, Grupa B). Na turnieju rozegranym w tureckim Izmicie był zdecydowanie najskuteczniejszym zawodnikiem turnieju, a tym samym reprezentacji zdobywając 23 punktów. Wraz z reprezentacją wygrał turniej i awansował do MŚ Dywizji II Grupy A. Rok później wystąpił na turnieju MŚ 2014 (Dywizja II, Grupa A) w serbskim Belgradzie i zajął z kadrą drugie miejsce.

## Sukcesy i wyróżnienia
Reprezentacyjne
- Drugie miejsce w MŚ juniorów do lat 18 Dywizji III: 2006 (awans)
- Pierwsze miejsce w MŚ Dywizji II Grupy B: 2013 (awans)

Klubowe
- Holody Trophy: 2009, 2010 z London Knights

Indywidualne
- Mistrzostwa Europy juniorów do lat 18 w hokeju na lodzie 2006/III Dywizja:
  - Pierwsze miejsce w klasyfikacji strzelców turnieju: 12 goli[13]
  - Pierwsze miejsce w klasyfikacji asystentów turnieju: 14 asyst[14]
  - Pierwsze miejsce w klasyfikacji kanadyjskiej turnieju: 26 punktów (12 goli i 14 asyst)[15]
- Mistrzostwa Świata w Hokeju na Lodzie 2013/II Dywizja Grupa A:
  - Pierwsze miejsce w klasyfikacji kanadyjskiej turnieju: 23 punktów (7 goli i 16 asyst)[16]
  - Czwarte miejsce w klasyfikacji strzelców turnieju: 7 goli[17]
  - Pierwsze miejsce w klasyfikacji asystentów turnieju: 16 asyst[18]
  - Trzecie miejsce w klasyfikacji +/- turnieju: 16 asyst[19]
  - Pierwsze miejsce w klasyfikacji kanadyjskiej w drużynie Izraela: 23 punkty
- Mistrzostwa Świata w Hokeju na Lodzie 2014/II Dywizja Grupa A:
  - Drugie miejsce w klasyfikacji strzelców turnieju: 6 goli[20]
  - Pierwsze miejsce w klasyfikacji asystentów turnieju: 8 asyst[21]